# Harām
Harām (arabisch حرام, DMG ḥarām) ist ein arabisches Adjektiv, das im Islam alles dasjenige bezeichnet, was nach der Scharīʿa unantastbar (siehe auch Haram (heiliger Bezirk)), unberührbar, unverletzlich, heilig, geheiligt oder aber verflucht, fluchbeladen bzw. verboten ist. In seiner Bedeutung ähnelt es im Deutschen am ehesten dem Begriff „Tabu“. Demnach ist etwas ḥarām, wenn es mit einem Tabu belegt ist. Eine je nach Auslegung gegensätzliche Bedeutung zu ḥarām hat das Wort ḥalāl (حلال). Es bezeichnet etwas nach der Scharīʿa Freigestelltes, das nicht mit einem Tabu belegt ist. Das Begriffspaar ḥarām/ḥalāl ist im Islam von höchster Bedeutung. Mit ihm wird sowohl in Bezug auf Handlungen als auch Objekte eine in der Religion begründete Ab- oder Zuneigung beschrieben.
Die vermeintlich gegensätzliche Doppelbedeutung des Begriffs ḥarām als „heilig“ oder aber „verflucht“ und der damit einhergehende Interpretationsspielraum wird im jüdisch-christlichen Kontext nochmals verstärkt. Hier stellt das „Heilige“ etwas in seinem Kern Positives und mit dem Göttlichen Assoziiertes dar. Durch diese Eigenschaft unterscheidet es sich grundsätzlich von aus der Religion abgeleiteten Tabus und kommt für eine treffende Übersetzung nur eingeschränkt in Frage.

## Etymologie und verwandte Begriffe
Der Begriff ḥarām ist urverwandt mit dem hebräischen Begriff ḥerem (חרם), der in der hebräischen Bibel eine Aussonderung und Übereignung von Gütern und Personen an den Gott Israels JHWH bezeichnet und in der  Lutherbibel mit „Bann“ übersetzt wird. Verwandt mit ḥarām ist auch das syrische Verb ܚܪܡ (ḥrm), das „weihen, verfluchen“ bedeutet.
Einen gemeinsamen Wortstamm hat das Adjektiv ḥarām mit dem arabischen Substantiv Ḥaram, das einen mit Tabus belegten Bezirk kennzeichnet. Zur gleichen Wurzel gehört auch Harem, dessen Bedeutung „Heiliger, unverletzlicher Ort; Heiligtum; geheiligter Bereich; weibliche Familienmitglieder, Frauen, Ehefrau“ umfasst.

## Als Begriff für Handlungen
In Bezug auf Handlungen findet man den Begriff ḥarām bereits im Koran. So werden in Sure 16:116 die Menschen aufgefordert, nicht mit lügnerischer Zunge zu behaupten, dass das Eine erlaubt (ḥalāl) und das Andere verboten (ḥarām) sei. Nach islamischer Auffassung begeht ein Muslim mit der Ausführung einer vom Koran oder von der Rechtslehre als ḥarām eingestuften Tat eine Sünde. In diesem Sinne ist ḥarām von dem Adjektiv mamnu' / ممنوع / mamnūʿ abzugrenzen, das Verbote bezeichnet, die nicht vom Islam abgeleitet sind.
Ḥarām ist die letzte der fünf Kategorien menschlicher Handlungen in der islamischen Rechtswissenschaft.

## Als Begriff für Objekte
Auch für Objekte kommt der Begriff ḥarām schon im Koran vor. So wird an mehreren Stellen (zum Beispiel 2:144; 17:1) die Kaaba mit der sie umgebenden Anlage al-masdschid al-ḥarām (المسجد الحرام / ‚die heilige Kultstätte / Moschee‘) genannt. Für die Kaaba selbst wird an anderer Stelle (Sure 5:97) der Begriff al-bait al-ḥarām (البيت الحرام / ‚das heilige Haus‘) verwendet. In § 49 der Gemeindeordnung von Medina, die in ihrer erhaltenen Version auf das Jahr 627 zu datieren ist, wird auch das Tal der vorislamischen Siedlung Yathrib (islamisch: Medina) für ḥarām erklärt. Nach der klassischen Scharīʿa sind auch Schweinefleisch, Blut, Verendetes, Alkohol und weitere Objekte ḥarām.

## Werke zum Thema
Eines der wichtigen neueren arabischen Werke, in dem Ḥarām-Verbote behandelt werden, ist das 1960 zum ersten Mal veröffentlichte Buch Das Erlaubte und das Verbotene im Islam (al-ḥalāl wa-l-ḥarām fī l-islām) von Yusuf al-Qaradawi. Hier werden unter anderem das Verbot, Denkmäler zu errichten, die verschiedenen Arten verbotener Magie und verschiedene Verbote aus dem ökonomischen Bereich, wie das Zinsverbot und das Verbot von Risikogeschäften, ausführlich erörtert.